# 利比里亚—利比亚关系
利比里亚—利比亚关系历来围绕着两国在非洲对外影响方面的政策展开，这一历史在很大程度上源于利比里亚对其最初支持者美国的承诺以及利比亚领导人穆阿迈尔·卡扎菲的泛非统一理想。卡扎菲最初欢迎塞缪尔·多伊推翻长期执政的美裔利比里亚人政权，但随后又支持查尔斯·泰勒发动内战反对多伊。两国目前在对方首都均设有大使馆。

## 历史
在1980年推翻威廉·R·托尔伯特政府的利比里亚政变发生数日后，利比亚领导人穆阿迈尔·卡扎菲领导下的利比亚政府率先成为第一个承认政变领导人塞缪尔·多伊政权的非洲国家。卡扎菲还邀请多伊访问利比亚首都的黎波里，这一举动引起了美国的高度关注。然而利比亚政权表现出的外交热情却遭到了多伊的质疑和猜忌，他认为卡扎菲试图将利比里亚纳入利比亚的势力范围以实现其泛非理想。据报道称美国助理国务卿理查德·穆斯在政变后乘坐包机并携带1000万美元现金飞抵利比里亚，劝说多伊不要向利比亚寻求财政援助。随后位于蒙罗维亚的利比亚大使馆被关闭，其外交官被驱逐出境。
在1983年的一次采访中，多伊表示：“卡扎菲是一个想要领导整个非洲大陆的人，但我认为这是不可能实现的。”他还补充说，卡扎菲通过资助恐怖活动正在破坏非洲大陆的稳定，“卡扎菲出钱让恐怖分子将爆炸物带到其他非洲国家，当然我们利比里亚人非常清楚卡扎菲的威胁，因此我们对此非常警惕。”在利比亚与乍得爆发战争后，多伊派遣一支军事官员小组前往以色列以获取关于利比亚的情报。卡扎菲开始资助利比里亚的反对派组织，其中包括查尔斯·泰勒的利比里亚全国爱国党，该组织的成员曾在利比亚接受武器训练。

### 泰勒时代
第一次利比里亚内战结束后，查尔斯·泰勒上台执政。泰勒的副手摩西·布拉曾在内战爆发前与泰勒一同在利比亚接受训练，后被任命为利比里亚驻利比亚大使。曾与泰勒结盟、同样在利比亚受训的塞缪尔·多基称泰勒为“卡扎菲的代理人”，并将他的当选称为“卡扎菲在非洲的最大胜利”。

## 当代关系
随着利比亚内战的爆发，卡扎菲开始依赖撒哈拉以南非洲的雇佣兵来加强其军队的力量。其中许多雇佣兵是曾为查尔斯·泰勒作战的利比里亚人。2011年4月，利比里亚再次与利比亚断绝外交关系。2012年7月7日利比亚举行选举后，利比里亚于7月16日恢复与的黎波里的外交关系。2017年，蒙罗维亚的利比亚大使馆外爆发抗议活动，示威者要求利比亚改善对被捕非洲移民的待遇，并指控该国对利比里亚人施加酷刑甚至直接杀害。